# Michael Cobabus
Michael Cobabus (* 1610 in Sternberg; † 6. Februar 1686 in Rostock) war ein Professor der Mathematik sowie der Theologie an der Universität Rostock.

## Ausbildung und Studium
Michael Cobabus wurde als Sohn eines Schmiedes in Sternberg in Mecklenburg geboren. Zunächst erlernte er das Handwerk seines Vaters, bezog aber 1626 die Universität Rostock zum Studium der Philosophie, Theologie und Mathematik. Am 14. September 1637 wurde Cobabus an der Philosophischen Fakultät der Universität Rostock zum Magister promoviert.

## Akademische Laufbahn
Von 1646 bis 1654 war Cobabus Rektor der Stadtschule in Rostock. 1652 wurde Cobabus dann vom Rat der Stadt Rostock zum Professor der Niederen Mathematik ernannt. Ein Jahr später, 1653, erhielt er an der Universität Greifswald das Lizenziat der Theologie, ehe er im darauffolgenden Jahr dort auch zum Doktor der Theologie promoviert wurde. Ebenfalls in das Jahr 1654 fällt die Heirat Cobabus’ mit Elisabeth Krüger (1618–1703), der Witwe des Rechtsgelehrten Dr. Johann Niebauer.
1670 legte Cobabus die Professur der Niederen Mathematik nieder und bekleidete von nun an, ebenfalls nach Ernennung durch den Rat der Stadt Rostock, die Professur für Theologie und folgte damit dem am 24. Dezember 1669 verstorbenen Johann Quistorp (der Jüngere) ins Amt.
Michael Cobabus war während seiner Professorentätigkeit dreimal Rektor der Universität Rostock (1658, 1672, 1675).